# Tannay (Svizzera)
Tannay (toponimo francese) è un comune svizzero di 1 553 abitanti del Canton Vaud, nel distretto di Nyon.

## Geografia fisica
Tannay si trova sulla riva del lago di Ginevra e fa parte della regione della Terre-Sainte.

## Monumenti e luoghi d'interesse
- Castello di Tannay, eretto nel 1649[1].

## Società

### Evoluzione demografica
L'evoluzione demografica è riportata nella seguente tabella:
Abitanti censiti

## Amministrazione
Ogni famiglia originaria del luogo fa parte del cosiddetto comune patriziale e ha la responsabilità della manutenzione di ogni bene ricadente all'interno dei confini del comune.